# Ornithorhynchus maximus
Ornithorhynchus maximus es una especie extinta de mamífero monotrema de la familia de los ornitorrínquidos  que habitó entre el final del Plioceno y el final del Pleistoceno.
Existe una tremenda controversia en la clasificación de estos fósiles, pues mientras que unos especialistas piensan que se trata de un ornitorrinco de mayor tamaño que el actual, otros aseguran que se trata de una especie gigante de equidna, Zaglossus robusta.